# Freedom (gra komputerowa)
Freedom: Les Guerriers de l’ombre – gra komputerowa z 1988 roku, wyprodukowana i wydana przez francuską wytwórnię Coktel Vision. Zaprojektowana przez Muriel Tramis według scenariusza Patricka Chamoiseau, jest drugą grą tandemu poświęconą spuściźnie niewolnictwa na Karaibach.

## Rozgrywka
Freedom jest wielogatunkową grą komputerową, która łączy w sobie elementy mechaniki gier przygodowych, strategicznych i zręcznościowych. Gra symuluje bunt zniewolonych Afrokaraibów, skierowany przeciwko białemu właścicielowi plantacji cukru na Karaibach. Rozgrywka rozpoczyna się od wyboru poziomu trudności oraz jednego z czworga przywódców powstania. Celem gry jest zebranie odpowiedniej liczby powstańców, pokonanie poszczególnych stronników pana kolonialnego oraz przypuszczenie ataku na jego siedzibę.
Na początku rozgrywki gracz dysponuje figurką przywódcy rewolty, którą należy sterować po mapie plantacji, widocznej z lotu ptaka. Zebrawszy odpowiednią liczbę powstańców, gracz może przypuścić atak na kolejne budynki okupowane przez stronników właściciela plantacji. Walka ze stronnikami przybiera formę symbolicznego pojedynku, o mechanice typowej dla gatunku „bijatyk”. Pokonani wrogowie mogą zostać pojmani lub zabici, co wpływa na potencjalną eskalację buntu. Zwycięstwo nad panem kolonialnym zależy od spełnienia celów postawionych na początku rozgrywki, na przykład podpalenia co najmniej połowy obiektów należących do wroga lub zwerbowania odpowiedniej liczby zniewolonych Afrokaraibów w celu przypuszczenia szturmu na siedzibę plantacji.

## Produkcja
Freedom powstała we francuskim studiu Coktel Vision, jako druga wspólna gra martynikańskiej projektantki Muriel Tramis oraz scenarzysty i pisarza Patricka Chamoiseau, lidera literackiego nurtu créolité. O ile poprzednia gra tandemu, Méwilo, została wydana tylko w dwóch wersjach językowych (francuskiej i niemieckiej), o tyle w przypadku Freedom Coktel Vision dofinansowała produkcję gry w czterech wersjach językowych. Gra została wydana na czterech platformach sprzętowych: Amstradzie CPC, Atari ST, Amidze i MS-DOS.

## Odbiór
Freedom została pozytywnie przyjęta we Francji, dosłużywszy się między innymi miana „Małego Wielkiego Człowieka gier komputerowych”, którą to opinię wyraził Éric Cabéria na łamach branżowego pisma „Tilt” . Szybko uległa jednak zapomnieniu, a po jej wydaniu Tramis nawiązała jeszcze raz do niewolnictwa na Karaibach jedynie w grze Lost in Time (1993). Od 2010 roku, kiedy brytyjski historyk Tristan Donovan przypomniał wkład Tramis w książce Replay: The History of Video Games, Freedom stopniowo była odkrywana na nowo jako jedna z pierwszych gier postkolonialnych. Eseje dotyczące gry pisano w języku angielskim, francuskim, polskim.